# 孔贵华
孔贵华（1965年10月—），男，回族，云南省昭通市昭阳区人，中华人民共和国政治人物。曾任云南省总工会党组书记、常务副主席。

## 生平
1965年10月，孔贵华出生在云南省昭通市昭阳区。1982年9月，孔贵华进入云南大学数学系学习，1986年7月毕业后任昆明大学教师。
1991年10月，孔贵华进入政界，任昆明市富民县大营镇镇长助理。1994年7月转任昆明市人民政府办公厅研究室干部、副主任，1996年6月任秘书二处副处长，翌年9月升任处长。2001年5月任昆明市人民政府副秘书长。
2004年4月，孔贵华调任中共寻甸县委副书记（正县级）、代理县长。翌年3月正式任县长。
2007年7月，孔贵华调任中共禄劝县委书记、县委党校校长。
2010年12月，孔贵华调任中共昆明市东川区委书记（副厅级）。
2012年8月，孔贵华调任中共昭通市委常委、宣传部部长，同年10月兼任副市长，同年12月卸任市委宣传部部长。
2015年2月15日，孔贵华任中共大理州委常委、大理市委书记，接替因贪腐落马的褚中志，同年10月兼任中共大理州委副书记。
2017年12月，孔贵华任云南省总工会党组书记、常务副主席。